# Combates en Gondra
Los distintos combates en Gondra ocurrieron durante la Guerra del Chaco, entre Bolivia y el Paraguay, desde marzo a diciembre de 1933 entre la 4.ª División boliviana, apodada la “Brava Cuarta”, y la 1.ª División paraguaya, apodada “La División de Hierro”, en el hinterland del fortín Gondra, en el sector central del eje Corrales-Nanawa de ambos ejércitos.

## Antecedentes
Cuando la 4.ª División boliviana se dio cuenta de que la 1.ª División paraguaya se había escurrido de Campo Jordán inició su persecución con el Regimiento ‘’Pérez‘’ como vanguardia. De esta manera avanzó durante 15 días hasta las proximidades del fortín Gondra, donde el coronel Estigarribia decidió fijar la defensa paraguaya. El comandante del fortín era el teniente coronel Rafael Franco, uno de los oficiales más hábiles del ejército paraguayo. El fortín Rojas Silva, situado al norte, fue elegido como base principal de aprovisionamiento, en reemplazo de Alihuatá que cayó en poder de la 9.ª División boliviana. Para el abastecimiento de agua se utilizó una laguna ubicada en las cercanías de Bullo, al sur.
La 4.ª División boliviana tomó poco a poco posiciones frente a las trincheras enemigas. Por el costado derecho del camino la operación no presentó mayores obstáculos y el Regimiento ‘’Loa‘’ avanzó con la rapidez que le permitió el monte. Pero en el costado izquierdo, los Regimientos RI-26 y ‘’Campero‘’, tuvieron que combatir enérgicamente durante dos días, haciendo retroceder lentamente a las fuerzas paraguayas hasta su línea principal. El Regimiento ‘’Murguía‘’ se desplazó por el mismo lado con el propósito de presionar Gondra por el norte, pero tuvo que detenerse ante la solidez de la línea defensiva en ese sector. El ‘’Pérez‘’ se instaló en el centro, entre el ‘’Loa‘’ y el RI-26. Un total de 1200 combatientes se extendieron en un frente de 8 kilómetros.

## Combates entre abril y junio de 1933
Ante una sugerencia del coronel Toro, el general Kundt autorizó que la aproximación de la 4.ª División a Gondra estuviese sincronizada con el corte del camino Gondra-Rojas Silva por el regimiento ‘’Lanza‘’.

‘’El día 7 de abril, el cuerpo recibió un parte de que un escuadrón enemigo había incursionado sobre el camino Falcón-Pirizal a la altura del "km 31" y que un retén ubicado en dicho punto no pudo impedírselo. El comandante de la guarnición despachó una pequeña fracción con el objeto de batir al enemigo pero no tuvo éxito por la precariedad de sus medios. Idéntica medida se tomó del lado de Pirizal con el mismo resultado negativo… el regimiento recibió la misión de dejar expedito el camino lo antes posible, en la noche del 8 al 9 se zafaron los bolivianos del camino, pudiendo continuar los nuestros hasta el "km 34" donde se tomó enlace con la fracción enviada desde Pirizal. Más tarde el ‘’Lanza‘’, de larga fama por sus fechorías, volvió a incursionar con fuertes efectivos… el comando del cuerpo mandó al RI-9 con dos batallones y una sección de artillería en apoyo del regimiento RI-17, con instrucción de constituir un destacamento y desalojar a los bolivianos que se habían hecho fuertes en el "km 34". El RI-9 pernoctó en Falcón y continuó su marcha el día 11, fecha en que el enemigo abandonó el camino… la noche del mismo día un escuadrón enemigo volvió a arremeter en el "km 32", retirándose al amanecer después de breves escaramuzas con patrullas del destacamento. Las unidades del destacamento empezaron a mostrar poca voluntad para seguir trotando a pie en persecución de ese escuadrón volante del enemigo que parecía cumplir en tal forma su misión de molestar constantemente nuestra vía de comunicación con el Tercer Cuerpo‘’.
(Querejazu Calvo, 1981, pág. 205)

La aviación boliviana relevó el sector Gondra-Bullo, complementándola con fotografías que permitían apreciar las características del terreno. Patrullas enviadas comprobaron que era factible maniobrar por allí. El comandante de la 4.ª División pidió a Kundt la ayuda de dos regimientos. 
Kundt rechazó el pedido indicando que la División debía realizar esa operación con sus propios medios. El Regimiento ‘’Murguía‘’, retirado del norte de Gondra y reforzado con dos compañías del RI-26 y un escuadrón divisionario, bajo el mando del mayor Carlos de la Riva y el capitán Francisco Barrero, tomó a su cargo la maniobra. 
Al cuarto día de avance, la cabeza del destacamento llegó a pocos metros del camino a Bullo, a cuya orilla se había desplazado el adversario. Durante cinco días se realizaron varios intentos para vencer la resistencia pero sin resultado. Se volvieron a pedir refuerzos y Kundt reiteró su negativa. El destacamento volvió a su  posición anterior, donde había quedado la otra mitad de la división aferrando las posiciones paraguayas de Gondra.
A finales de abril y comienzos de mayo de 1933, y en el marco de la ‘’defensa activa‘’, los paraguayos cavaron un túnel que pasaba por debajo del campo de nadie y de las propias trincheras bolivianas. El día 10 de mayo un comando paraguayo salió por el túnel detrás de las líneas principales del ‘’Campero‘’ mientras otras fuerza  atacaban aprovechando la confusión de los bolivianos. Las pequeñas  reservas de la 4.ª División, personal de cocinas y aún enfermos, fueron enviadas a contener la irrupción que quedó estabilizada formando un bolsón. Los días siguientes la artillería boliviana concentró su fuego sobre ese bolsón y la infantería presionó por los costados. Después de dos días de lucha se logró enderezar nuevamente las líneas del ‘’Campero‘’.

## La 4.ªDivisión escapa del cerco (11 al 15 de julio de 1933)
Para retomar la iniciativa el teniente coronel Franco planeó cercar a la 4.ª División boliviana enviando sorpresivamente  un regimiento a más de 20 kilómetros de su base  en contra de los manuales militares tradicionales. Este plan, preparado con mucha anterioridad, consistió en abrir previamente una picada para cortar el camino de Gondra a "Kilómetro 22", su única vía de comunicación y abastecimiento y luego atacarla  por la espalda, mientras dos regimientos realizaban un ataque frontal. 
El momento elegido no fue al azar. Conociendo la gran concentración de efectivos que había hecho Kundt para atacar Nanawa el 4 de julio y el rechazo sufrido, Franco dictó la Orden de Operación Nº 5, con fecha 9 de julio. El 11 de julio de 1933, a las 05:00 horas, el RI-4 "Curupaity" ingresó a la senda de maniobra, seguido por  un batallón del RI-19 "Gral. Escobar". Ambas unidades avanzaron sigilosamente todo el día, sin delatar su presencia  y en la noche pernoctaron cerca del objetivo, escuchando el tráfico de los camiones bolivianos que iban y venían entre Gondra y Saavedra. El objetivo era salir en el lugar donde estaba la artillería divisionaria y el puesto de mando del coronel Peñaranda, comandante de la 4.ª División.
Al amanecer del día 12, el RI-4 cortó el camino "Kilómetro 22"-Gondra, "cuatrereó" dos camiones aguateros y a las 10:00, un batallón de ese regimiento capturó el hospital divisionario ubicado en Campo Vía, capturando  al personal médico, heridos y enfermos y un inmenso parque de medicamentos. Simultáneamente comenzó la presión frontal a cargo de los Regimientos "Itororó" y "Toledo" sobre el regimiento boliviano "Campero" que recibió un fuerte ataque. Los batallones I/RI-2 y el II/RI-2 tomaron por asalto las posiciones bolivianas. Horas más tarde, la línea del regimiento "Murguía", que se había extendido para cubrir las trincheras previamente abandonadas por el "Pérez", fue rota por un asalto paraguayo. El  RI-26 boliviano, que se hallaba en medio del "Campero" y el "Murguía", logró resistir en su posición con la ayuda de la Batería "Ayllón" que hizo disparos casi a quemarropa sobre los atacantes paraguayos.
El general Kundt reaccionó al ataque y destacó 200 hombres del regimiento "Lanza", comandados por Germán Busch, para ir en socorro de la 4.ª División. Los dos escuadrones del "Lanza", más el personal de artillería y hasta los servicios auxiliares de la División tuvieron que combatir para evitar que la progresión enemiga se convirtiese en un círculo completo. Peñaranda y su Jefe de Estado Mayor, Oscar Moscoso, comprendieron que la única salida era un rápido repliegue. A las 16:00 horas el RI-4 recibió un fuerte ataque boliviano por lo que fue reforzado con 2 compañías más del RI-19 y un batallón del Destacamento Báez Allende. 
Los bolivianos iniciaron la apertura de un camino hacia el norte, con dirección a Alihuatá, único lugar por donde el enemigo todavía no había incursionado. Durante los tres días que duró la rápida apertura de la picada se sostuvo fuertes combates para impedir que las fuerzas paraguayas la cortaran e impidieran el escape. El teniente coronel Franco pidió refuerzos para completar el cerco y el 14 de julio llegó del fortín Falcón (Rojas Silva) el RC-9 “Capitán Bado”  al mando del mayor Nicolás Korkasoff. El 15 de julio, cuando ese regimiento cortó finalmente la "Picada de Salvación" construida por los bolivianos, constató que la 4.ª División se había escapado íntegramente.
La nueva línea boliviana se instaló detrás de la entrante paraguaya en Campo Vía. El general Kundt sacó al Regimiento "Pérez" y al RI-41 de Nanawa para reforzar a la 4.ª División, y trajo otros refuerzos de los sectores de Platanillos y Fernández.
La cuña que había creado Franco hasta Campo Vía significaba un peligro para las fuerzas bolivianas que defendían Alihuatá por su proximidad al camino que unía este fortín con Saavedra. La contramaniobra se hizo imperiosa. La División paraguaya fue atacada al norte por los regimientos "Campero" y el RI-26, en el centro por el ‘’Pérez‘’, RI-41 y RI-43, y al sur por el "Lanza", "Abaroa" y "Paucarpata", apoyados por artillería y morteros. El RI-20, 34 y "Murguía" por la izquierda y el "Azurduy" por la derecha, se internaron rumbo al este para cortar las bases de aprovisionamiento de las fuerzas adversarias.
Estos movimientos de tropas bolivianas en sus costados obligaron a Franco a ceder cautelosamente el terreno ganado y volver a su antigua posición de Gondra. Desde el 8 de septiembre, la lucha se volvió a estabilizar frente a este fortín, con combates de trinchera a trinchera, choques de patrullas y duelos de artillería. Sin embargo muchas de las tropas extraídas de la 9.ª División no volvieron a la zona de Alihuatá pues Kundt era consciente de la peligrosidad de Franco y la importancia de la 4.ª División como un seguro de la 9.ª División ubicada más al norte.

## Ruptura del frente de la 4.ªDivisión (7 de diciembre de 1933)
A mediados de noviembre de 1933, Kundt visitó el Comando de la 4.ª División. Al ser informado de los pocos efectivos que tenía para atender un frente de varios kilómetros, Kundt subestimó la capacidad del enemigo en este sector.  La 4.ª División había tenido que ceder  efectivos hacia Alihuatá donde los paraguayos estaban llevando a cabo una maniobra de gran alcance que absorbía todos los recursos bolivianos.  Primero fue el regimiento ‘’Pérez‘’ y luego el ‘’Campero‘’; el regimiento RI-26 quedó reducido a sólo una Compañía, el Regimiento RI-34 fue despojado de un tercio de sus efectivos. El día 7 de diciembre, la 4.ª División no contaba con más de 1300 hombres, incluyendo jefes, oficiales, tropa combatiente, zapadores y servicios auxiliares.
El 4 de diciembre, Estigarribia sostuvo una conferencia con los comandantes de los sectores Gondra y Nanawa: Irrazábal, Fernández y Franco. Estigarribia anunció que había asumido la dirección táctica del Primer Cuerpo en sustitución del Coronel Juan B. Ayala y explicó la maniobra que estaba ejecutando por el flanco izquierdo de la 9.ª División. El teniente coronel José Fernández le preguntó qué es lo que quería que ellos hicieran en sus sectores. “Cualquier cosa que hagan, estará bien” dijo Estigarribia. El teniente coronel Franco aprovechó para pedir refuerzos para romper la línea boliviana frente a Gondra pero la reunión se disolvió sin que se llegase a un acuerdo sobre este punto.
El desarrollo de las operaciones en la zona de Alihuatá, en la que tomaba parte casi todo el ejército paraguayo, y la pasividad en la que se mantenía su División en Gondra, sometieron a Franco a una gran tortura moral. El 6 de diciembre Estigarribia anunció la captura de Alihuatá y  la retirada de la 9.ª División hacia el sureste, es decir, hacia la zona de Gondra. Sin tener una autorización expresa pero apoyándose en la libertad de acción que daba Estigarribia a sus subordinados, Franco ordenó que los 5 regimientos de su División atacaran a las tropas bolivianas que tenían delante para salir a Campo Vía y cortar la retirada de los fugitivos que venían de Alihuatá.
Aprovechando las tinieblas de la noche y un furioso vendaval comenzó la sigilosa aproximación de las tropas paraguayas armadas con machetes y granadas de mano que encabezaba el regimiento ‘’Curupaity‘’. A las 04.30 de la madrugada del 7 de diciembre, los soldados del regimiento ‘’Campero‘’ fueron sorprendidos por el asalto de las tropas de Franco. Grupos aislados siguieron peleando hasta las 09:00 horas. La brecha se ensanchó y por ella irrumpieron el resto de las fuerzas enemigas, a las que poco después se iban a sumar 2000 más, traídos desde Nanawa.
Recién a las 15:00 horas, el general Kundt, que se encontraba en el "km 22" del camino Saavedra-Alihuatá, habló por teléfono con el teniente Coronel René Pareja, comandante del Regimiento RI-26, para pedir noticias de lo que había ocurrido.
En un primer momento Estigarribia se resistió a dar crédito a la noticia que le llegaba desde Gondra sobre el avance de las tropas de Franco por el sur. Se hizo necesario repetir el parte dos veces antes de que  aceptase su veracidad y comprendiese que la audaz iniciativa de su subordinado le brindaba la oportunidad de añadir, a la reconquista de Alihuatá, el cerco de dos divisiones bolivianas.
La retirada de la 4.ª División de Gondra fue el primer paso para que junto con la 9.ª División, que retrocedía desde Alihuatá, se encontraran en Campo Vía, donde fueron cercadas y tuvieron que rendirse.